# ماریوس مواندیلمادجی
ماریوس مواندیلمادجی (انگلیسی: Marius Mouandilmadji؛ زادهٔ ۲۲ ژانویهٔ ۱۹۹۸) که معمولاً با نام ماریوس شناخته می‌شود، بازیکن فوتبال اهل چاد است که در پست مهاجم برای باشگاه فوتبال صامسون‌اسپور در سوپر لیگ ترکیه بازی می‌کند.
از باشگاه‌هایی که در آن بازی کرده است می‌توان به باشگاه فوتبال پورتو اشاره کرد.
وی همچنین در تیم ملی فوتبال چاد بازی کرده است.